# Eurois pallida
Eurois pallida là một loài bướm đêm trong họ Noctuidae.